# Moše Šaroni
Moše Šaroni (hebrejsky: משה שרוני) byl izraelský politik a bývalý poslanec Knesetu za stranu Gil.

## Biografie
Narodil se roku 1929 ve městě Buhuşi v Rumunsku. Roku 1948 přesídlil do Izraele. Sloužil v izraelské armádě, kde získal hodnost majora (Rav Seren). Roku 1978 absolvoval odborný certifikovaný kurz v oboru lidských zdrojů na Haifské univerzitě. Na téže škole pak v roce 1987 dokončil bakalářské studium samosprávného managementu. Hovořil hebrejsky, rumunsky a jidiš.

## Politická dráha
V roce 1991 se stal předsedou organizace důchodců v Haifě. Zastával také post v odboru penzistů při Svazu místních samospráv. Koncem 90. let 20. století byl místopředsedou Svazu rumunských přistěhovalců v Haifě.
V izraelském parlamentu zasedl po volbách do Knesetu v roce 2006, ve kterých kandidoval za stranu penzistů Gil. V letech 2006–2009 byl předsedou jejího parlamentního klubu. Zároveň byl předsedou parlamentního výboru pro práci, sociální věci a zdravotnictví, členem výboru House Committee, finančního výboru, výboru pro zahraniční záležitosti a obranu, výboru pro zahraniční dělníky a výboru pro ústavu, právo a spravedlnost.
Voleb do Knesetu v roce 2009 se účastnil, ale strana Gil tenkrát nepřekročila potřebný práh pro zisk mandátů.